# Priocnemis fallax
Priocnemis fallax é uma espécie de insetos himenópteros, mais especificamente de vespas pertencente à família Pompilidae.
A autoridade científica da espécie é Verhoeff, tendo sido descrita no ano de 1922.
Trata-se de uma espécie presente no território português.